# Klaipėda

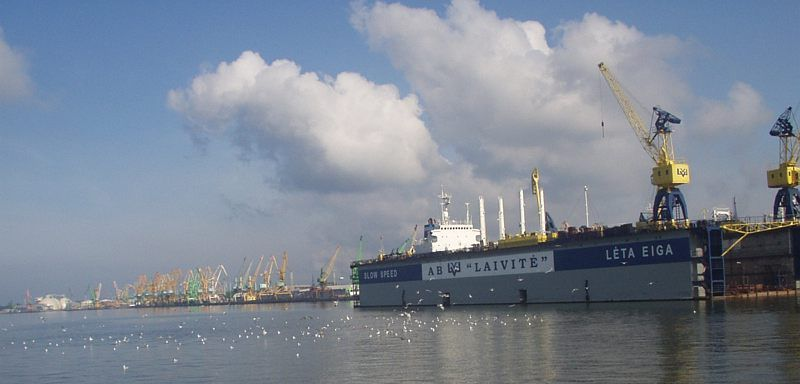
Genom Klaipėdas hamn passerar runt 20 miljoner ton gods varje år.

Klaipėda (tyska och äldre svenska: Memel) är en stad i västra Litauen.
Klaipėda, som år 2011 hade 162 690 invånare, är sedan medeltiden en viktig hamnstad. Överhöghet över staden har växlat åtskilliga gånger under de senaste 1000 åren. Klaipėda har tidvis tillhört bland andra Tyska orden, Sverige, Ryssland, Tyskland och Sovjetunionen.
Staden är belägen vid Östersjön, vid inloppet till Kuriska sjön. Klaipėda har färjeförbindelser med Tyskland, Sverige och Danmark och cirka 25 kilometer norr om staden, utanför Palanga (Litauens främsta badort) finns också ett flygfält med dagliga förbindelser med utlandet.

## Historik
Memel uppstod under skydd av borgen Memelburg, tillhörig Tyska orden. Den erhöll 1258 lybsk rätt och fick snart en betydande handel. År 1328 kom staden helt under Tyska orden. Från 1525 ingick Memel i hertigdömet Preussen. Gustav II Adolf erövrade 1627 staden, som 1629–1635 tillhörde Sverige. Memel var 1807 uppehållsort för det preussiska hovet. Under tyskt styre var staden en del av provinsen Ostpreussen, som 1871 blev en del av det förenade Kejsardömet Tyskland.
Genom Versaillesfreden 1919 blev Memel avskilt från tyska riket. Litauen intog staden 1923. Nazityskland tog tillbaka Memel år 1939 och höll staden till år 1945, då den intogs av Sovjetunionen.
Klaipėda har åtskilliga gånger genom historien utsatts för bränder (främst förorsakade av främmande trupper), men fortfarande finns i staden en gammal stadsdel med korsvirkeshus.
I Memel fanns ett svenskt vicekonsulat till 1939.

## Kommunikation
Det finns en färjeförbindelse mellan Karlshamn (Stillerydshamnen) och Klaipeda (Memelhamnen) som DFDS Seaways AB trafikerar. Samma rederi opererar också en förbindelse mellan Klaipėda och Kiel i Tyskland.

## Infrastruktur
Klaipėda har en terminal och lager för flytande naturgas (LNG). Anläggningen, som skall säkerställa landets gasbehov, består av ett flytande lager och en förgasningsanläggning. Det norskägda fartyget FRSU Independence med en kapacitet på 170 000 kubikmeter (m3) LNG ligger sedan år 2014 permanent förtöjt i Klaipėdas hamn där det fungerar som lager.

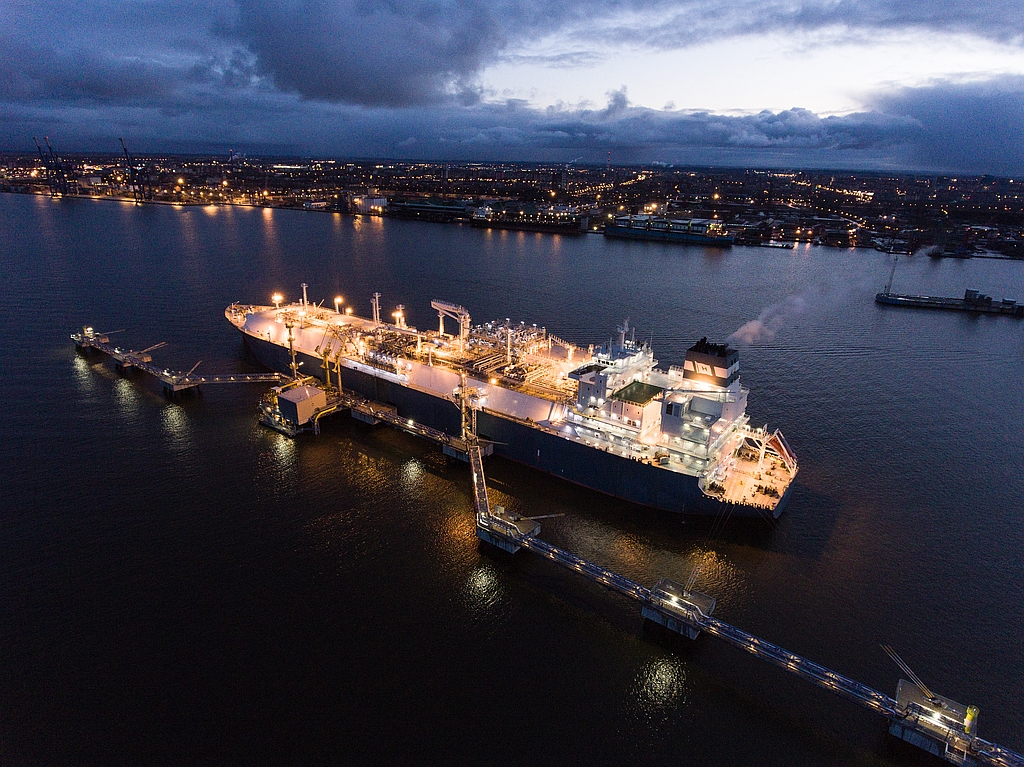
FRSU Independece i Klaipėdas hamn

## Sport
- FC Neptūnas (fotbollsklubb)
- FK Atlantas (tidigare fotbollsklubb)
- Klaipėdos miesto centrinis stadionas eller Centralstadion är en fotbollsarena.